# نيل فاننج
نيل فاننغ (بالإنجليزية: Neil Fanning)‏ هو ممثل أسترالي، ولد في 12 أبريل 1967 في أستراليا.
اشتهر بأداء صوت الشخصية الرئيسية سكوبي دو في أفلام سكوبي دو وسكوبي دو 2: إطلاق العنان للوحوش. وقد امتدت مهنة نيل الترفيهية لأكثر من ثلاثين عامًا في تقديم العروض الحية وأكثر من خمسين دورًا سينمائيًا وتلفزيونيًا وتجاريًا.

## وصلات خارجية
- نيل فاننج على موقع IMDb (الإنجليزية)
- نيل فاننج على موقع قاعدة بيانات الأفلام العربية
- نيل فاننج على موقع قاعدة بيانات الفيلم (الإنجليزية)